# كلوريد الأسيل

الصيغة العامة لكلوريد الأسيل

كلوريد الأسيل في الكيمياء العضوية هو مركب عضوي يحوي على المجموعة الوظيفية C(=O)Cl− في بنية الجزيء، وتكتب صيغته العامة على الشكل R−COCl، حيث R هي سلسلة جانبية.
تعد مركبات كلوريد الأسيل مشتقات للأحماض الكربوكسيلية وهي أكثر نشاطاً وتفاعلية كيميائية منها. كما تعد هذه المركبات تصنيفاً فرعياً من هاليدات الأسيل. من الأمثلة الشهيرة على هذه المركبات مركب كلوريد الأسيتيل CH3COCl.

## التسمية
تبدأ تسمية هذه المركبات بكلمة كلوريد، ثم جذر اسم الحمض الكربوكسيلي مضافاً إليه في النهاية حرفي الياء واللام -يل.
- حمض الأسيتيك CH3COOH --> كلوريد الأسيتيل CH3COCl
- حمض البنزويك C6H5COOH --> كلوريد البنزويل C6H5COCl
- حمض البوتيريك C3H7COOH --> كلوريد البوتيريل C3H7COCl

## التحضير
تحضر هذه المركبات بعدة طرائق، منها:
- تفاعل أنهيدريد الحمض مع كلوريد الهيدروجين مثل تفاعل أنهيدريد الأسيتيك مع كلوريد الهيدروجين لتحضير كلوريد الأسيتيل بأسلوب صناعي على سبيل المثال

{\displaystyle {\ce {(CH3CO)2O + HCl -> CH3COCl + CH3CO2H}}}
- بأسلوب مخبري يتفاعل الحمض الكربوكسيلي مع كلوريد الثيونيل:[3]